# Selce (gmina Vojnik)
Selce – wieś w Słowenii, w gminie Vojnik. W 2018 roku liczyła 59 mieszkańców.